# The U.S. Albums (álbum de The Beatles)
The U.S. Albums es un box set compilatorio que contiene todos los álbumes estadounidenses de estudio por The Beatles de 1964 a 1970. El box se presentó el 21 de enero de 2014 en los Estados Unidos, precisamente en el quincuagésimo aniversario del primer viaje de los Beatles a Estados Unidos, siendo también el aniversario del álbum Meet the Beatles!.
Poco después del anuncio oficial, Capitol Records reveló que las nuevas remasterizaciones para esta edición de los álbumes estadounidenses se basa en parte en material de las décadas de 1960, las mismas que se usaron para las publicaciones de 2009, publicado en The Beatles Stereo Box Set y The Beatles in Mono. Las mezclas estéreo y mono fueron preparados para en el Reino Unido y Estados Unidos únicamente con material de las cintas originales. Las cintas utilizadas para las series de cajas hechas por Capitol de 2004 y 2006, no se emplearon en este box, con la excepción de The Beatles' Story (en donde se utilizaron las cintas de Capitol).
Los álbumes Sgt. Pepper's Lonely Hearts Club Band, Magical Mystery Tour, The Beatles (el "álbum blanco"), Yellow Submarine, Abbey Road y Let It Be no están incluidos en este lanzamiento, ya que los álbumes posteriores a 1966 se editaron con la misma alineación de canciones que en el Reino Unido. La compilación no incluye a Introducing... The Beatles, ya que fue editado por Vee-Jay Records. Si se incluye al compilatorio Hey Jude.

## Lista de álbumes
- Meet the Beatles! (1964)
- The Beatles' Second Album (1964)
- A Hard Day's Night (1964)
- Something New (1964)
- The Beatles' Story (1964)
- Beatles '65 (1964)
- The Early Beatles (1965)
- Beatles VI (1965)
- Help! (1965)
- Rubber Soul (1965)
- Yesterday and Today (1966)
- Revolver (1966)
- Hey Jude (1970)

## Posicionamiento
| Listas (2014)                   | Posición |
| ------------------------------- | -------- |
| España (PROMUSICAE)             | 82       |
| Alemania (Media Control Charts) | 29       |
| Países Bajos (Album Top 100)    | 90       |
| Suiza (Schweizer Hitparade)     | 99       |